# CEV Champions League 2024/2025 (herrar)
CEV Champions League 2024–2025 var 66:e upplagan av tävlingen, som är den mest prestigefyllda klubbtävlingen i volleyboll i Europa. Den spelades 17 september 2024 till 18 maj 2025. I turneringen deltog 34 lag från CEV:s medlemsförbund. Sir Safety Perugia vann tävlingen för första gången genom att besegra Warta Zawiercie i finalen. Simone Giannelli utsågs till mest värdefulla spelare medan Aleksandar Atanasijević var främste poängvinnare med 252 bollpoäng.

## Regelverk

### Format
Tävlingen hade följande format:
- Kval där 16 lag gjorde upp om två platser. Kvalet genomfördes i cupformat, där varje möte bestod av match både hemma och borta. Lagen som åkte ut i kvalet gick in i CEV Cup. De gick in antingen i trettioandradelsfinalen (för lagen som åkte ut i första omgången) eller sextondelsfinalen (för lagen som åkte ut i andra och tredje omgången).
- Gruppspel, där lagen delades in i fem grupper om fyra lag. Alla lag mötte alla andra lag i gruppen både hemma och borta. Det första laget i varje grupp gick direkt vidare till kvartsfinal medan tvåorna och den bästa trean gick till åttondelsfinal.
- Slutspel, som genomfördes i cupformat där varje möte genomfördes med match hemma och borta förutom semifinalerna, match om tredjepris och final som spelades över en helg där varje möte avgjordes genom en direkt avgörande match.

Då det ursprungligen var 35 lag anmälda var den ursprungliga planen att kvalet även skulle bestå av en föromgång där lagen från de tre lägst rankade förbunden (Cypern, Lettland och Ukraina) skulle göra upp om två platser genom gruppspel 10 till 12 september 2024 i Jēkabpils, Lettland. Då SK Prometej lade ner verksamheten ställdes dock detta förkval in och SK Jēkabpils Lūši och AS Omonia kunde gå in i första omgången som övriga kvallag.

## Regelverk
Turneringen bestod av kval, gruppspel och slutspel. Förutom finalen bestod varje möte mellan lag av två matcher.
Tävlingen började med kval i vilket 14 av de 31 kvalificerade lagen deltog. Det skedde genom gruppspel med tre eller fyra lag i varje grupp. Alla matcher i respektive grupp spelades på samma plats och alla lag mötte alla andra lag i gruppen en gång. De två första lagen gick vidare till en andra kvalomgång, medan övriga lag gick vidare till CEV Cup. Den andra kvalomgången följde samma format som den första kvalomgången (med gruppspel), med skillnaden att de två främsta lagen kvalificerade sig för huvudturneringen.
Huvudturneringen började, som kvalomgångarna, med gruppspel i grupper om fyra lag. I gruppspelet mötte alla lag alla två gånger. Ettorna gick direkt vidare till kvartsfinal medan tvåorna och den bästa trea gick vidare till åttondelsfinal. Övriga treor fick fortsätta spel i CEV Cup. Placering i gruppen bestämdes av antalet vunna matcher. Om två eller flera lag hade vunnit lika många matcher bestämdes deras inbördes rangordning av:
- Antal vunna matcher/
- Antalet poäng
- Setkvot (antalet vunna set delat med antalet förlorade set);
- Bollpoängskvot (antalet vunna bollar delat med antalet förlorade bollar);
- Inbördes matcher.

Slutspelet bestod av kvartsfinaler, semifinaler och final. Finalen bestod av en match på en neutral arena, medan övriga matcher genomfördes med ett dubbelmöte (hemma/borta).

### Metod för att bestämma tabellplacering
Om slutresultatet blev 3-0 eller 3-1 tilldelades 3 poäng till det vinnande laget och 0 till det förlorande laget, om slutresultatet blev 3-2 tilldelades 2 poäng till det vinnande laget och 1 till det förlorande laget.
Lagens position i respektive grupp bestämdes utifrån (i tur och ordning):
- Antal vunna matcher
- Poäng;
- Kvot vunna/förlorade set
- Kvot vunna/förlorade bollpoäng;
- Inbördes möten.

## Deltagande lag
| - Hypo Tirol Volleyballteam - VC Maaseik - Volleyteam Roeselare - OK Radnik - VK Levski Sofia - AS Omonia - HAOK Mladost - Taltech Volleyball - Chaumont VB 52 | - Saint-Nazaire VB Atlantique - Berlin Recycling Volleys - TSV Giesen - SVG Lüneburg - Olympiakos SFP - Volley Milano - Powervolley Milano - Sir Safety Perugia - SK Jēkabpils Lūši | - VK Strumica - OK Budva - VV Orion - KS Jastrzębski Węgiel - Projekt Warszawa - Warta Zawiercie - SL Benfica - VK České Budějovice - CSM Corona Brasov | - OK Röda stjärnan Belgrad - OK ACH Volley - CV Guaguas - TV Schönenwerd - Fenerbahçe SK - Halkbank SK - SK Prometej - Volleyball Kaposvár |

## Turneringen

### Kval

#### Spelschema
Kvalet lottades i Luxemburg den 16 juli 2024.
|  | Första omgången           | Första omgången | Första omgången |  |  | Andra omgången            | Andra omgången | Andra omgången |   |   | Tredje omgången           | Tredje omgången | Tredje omgången |  |
|  |                           |                 |                 |  |  |                           |                |                |   |   |                           |                 |                 |  |
|  | Volleyball Kaposvár       | 0               | 0               |  |  |                           |                |                |   |   |                           |                 |                 |  |
|  | Hypo Tirol Volleyballteam | 3               | 3               |  |  | Hypo Tirol Volleyballteam | 3              | 3              |   |   |                           |                 |                 |  |
|  | OK Budva                  | 1               | 2               |  |  | HAOK Mladost              | 0              | 1              |   |   |                           |                 |                 |  |
|  | HAOK Mladost              | 3               | 3               |  |  |                           |                |                |   |   | Hypo Tirol Volleyballteam | 3               | 3               |  |
|  | Taltech Volleyball        | 3               | 113             |  |  |                           |                | VV Orion       | 0 | 0 |                           |                 |                 |  |
|  | VV Orion                  | 0               | 315             |  |  | VV Orion                  | 3              | 3              |   |   |                           |                 |                 |  |
|  | AS Omonia                 | 0               | 0               |  |  | OK Röda stjärnan Belgrad  | 0              | 0              |   |   |                           |                 |                 |  |
|  | OK Röda stjärnan Belgrad  | 3               | 3               |  |  |                           |                |                |   |   |                           |                 |                 |  |
|  | SK Jēkabpils Lūši         | 1               | 1               |  |  |                           |                |                |   |   |                           |                 |                 |  |
|  | TV Schönenwerd            | 3               | 3               |  |  | TV Schönenwerd            | 1              | 3              |   |   |                           |                 |                 |  |
|  | OK Radnik                 | 0               | 0               |  |  | CSM Corona Brasov         | 3              | 2              |   |   |                           |                 |                 |  |
|  | CSM Corona Brasov         | 3               | 3               |  |  |                           |                |                |   |   | CSM Corona Brasov         | 0               | 0               |  |
|  | VK Strumica               | 0               | 0               |  |  |                           |                | Olympiakos SFP | 3 | 3 |                           |                 |                 |  |
|  | Olympiakos SFP            | 3               | 3               |  |  | Olympiakos SFP            | 3              | 2              |   |   |                           |                 |                 |  |
|  | CV Guaguas                | 3               | 115             |  |  | CV Guaguas                | 0              | 3              |   |   |                           |                 |                 |  |
|  | SL Benfica                | 1               | 311             |  |  |                           |                |                |   |   |                           |                 |                 |  |

#### Första omgången

##### Match 1
| 18 september 2024 Kaposvár Aréna, Kaposvár Speltid: 1:13 - Åskådare: 1 768               | Volleyball Kaposvár | 0 - 3 | Hypo Tirol Volleyballteam | 15-25, 16-25, 24-26        |
| 18 september 2024 Mediteranski Sportski Centar, Budua Speltid: 1:53 - Åskådare: 380      | OK Budva            | 1 - 3 | HAOK Mladost              | 25-22, 24-26, 20-25, 20-25 |
| 19 september 2024 Kalevi spordihall, Tallinn Speltid: 1:21 - Åskådare: 385               | Taltech Volleyball  | 3 - 0 | VV Orion                  | 25-20, 25-21, 25-21        |
| 19 september 2024 Eleftheria Indoor Hall, Nicosia Speltid: 1:24 - Åskådare: 650          | AS Omonia           | 0 - 3 | OK Röda stjärnan Belgrad  | 22-25, 23-25, 14-25        |
| 18 september 2024 Jēkabpils Sporta halle, Jēkabpils Speltid: 1:44 - Åskådare: 1 050      | SK Jēkabpils Lūši   | 1 - 3 | TV Schönenwerd            | 16-25, 25-23, 14-25, 21-25 |
| 19 september 2024 SD Arena Gradiška, Bosanska Gradiška Speltid: 1:19 - Åskådare:         | OK Radnik           | 0 - 3 | CSM Corona Brasov         | 20-25, 22-25, 15-25        |
| 17 september 2024 Sportska sala Park, Strumica Speltid: 1:09 - Åskådare: 1 150           | VK Strumica         | 0 - 3 | Olympiakos SFP            | 15-25, 17-25, 15-25        |
| 18 september 2024 Centro Insular de Deportes, Las Palmas Speltid: 2:03 - Åskådare: 1 200 | CV Guaguas          | 3 - 1 | SL Benfica                | 27-25, 25-20, 21-25, 26-24 |

##### Match 2
| 25 september 2024 Olympiahalle, Innsbruck Speltid: 1:11 - Åskådare: 990           | Hypo Tirol Volleyballteam | 3 - 0 | Volleyball Kaposvár | 25-19, 25-21, 25-21                          |
| 26 september 2024 Dom odbojke Bojan Stranić, Zagreb Speltid: 2:23 - Åskådare: 200 | HAOK Mladost              | 3 - 2 | OK Budva            | 23-25, 37-39, 25-15, 26-24, 15-13            |
| 25 september 2024 SaZa Topsporthal, Doetinchem Speltid: 2:10 - Åskådare: 888      | VV Orion                  | 3 - 1 | Taltech Volleyball  | 20-25, 25-20, 25-17, 25-19 Golden set: 15-13 |
| 24 september 2024 Sportski centar Voždovac, Belgrad Speltid: 1:12 - Åskådare: 180 | OK Röda stjärnan Belgrad  | 3 - 0 | AS Omonia           | 25-22, 25-18, 25-19                          |
| 25 september 2024 Betoncoupe Arena, Schönenwerd Speltid: 1:41 - Åskådare: 850     | TV Schönenwerd            | 3 - 1 | SK Jēkabpils Lūši   | 25-23, 25-22, 17-25, 25-19                   |
| 25 september 2024 SS Colibași, Brașov Speltid: 1:17 - Åskådare: 1 045             | CSM Corona Brasov         | 3 - 0 | OK Radnik           | 25-15, 25-19, 25-19                          |
| 24 september 2024 AK Melina Merkourī, Rentis Speltid: 1:17 - Åskådare: 250        | Olympiakos SFP            | 3 - 0 | VK Strumica         | 25-19, 25-17, 25-21                          |
| 25 september 2024 Pavilhão da Luz N 2, Lissabon Speltid: 2:33 - Åskådare: 632     | SL Benfica                | 3 - 1 | CV Guaguas          | 25-17, 21-25, 26-24, 31-29 Golden set: 11-15 |

#### Andra omgången

##### Match 1
| 2 oktober 2024 Olympiahalle, Innsbruck Speltid: 1:05 - Åskådare: 800        | Hypo Tirol Volleyballteam | 3 - 0 | HAOK Mladost             | 25-16, 25-14, 25-18        |
| 2 oktober 2024 SaZa Topsporthal, Doetinchem Speltid: 1:23 - Åskådare: 1 000 | VV Orion                  | 3 - 0 | OK Röda stjärnan Belgrad | 26-24, 25-20, 25-20        |
| 1 oktober 2024 Betoncoupe Arena, Schönenwerd Speltid: 1:52 - Åskådare: 700  | TV Schönenwerd            | 1 - 3 | CSM Corona Brasov        | 25-18, 23-25, 21-25, 26-28 |
| 2 oktober 2024 AK Melina Merkourī, Rentis Speltid: 1:44 - Åskådare: 400     | Olympiakos SFP            | 3 - 0 | CV Guaguas               | 25-21, 32-30, 25-23        |

##### Match 2
| 10 oktober 2024 Dom odbojke Bojan Stranić, Zagreb Speltid: 1:39 - Åskådare: 70 | HAOK Mladost             | 1 - 3 | Hypo Tirol Volleyballteam | 23-25, 25-20, 18-25, 17-25        |
| 8 oktober 2024 Sportski centar Voždovac, Belgrad Speltid: 1:16 - Åskådare: 275 | OK Röda stjärnan Belgrad | 0 - 3 | VV Orion                  | 20-25, 20-25, 19-25               |
| 8 oktober 2024 SS Colibași, Brașov Speltid: 2:23 - Åskådare: 1 230             | CSM Corona Brasov        | 2 - 3 | TV Schönenwerd            | 21-25, 23-25, 25-15, 38-36, 11-15 |
| 10 oktober 2024 Gran Canaria Arena, Las Palmas Speltid: 1:49 - Åskådare: 1 200 | CV Guaguas               | 3 - 2 | Olympiakos SFP            | 25-17, 5-25, 17-25, 25-22, 19-17  |

#### Tredje omgången

##### Match 1
| 17 oktober 2024 Olympiahalle, Innsbruck Speltid: 1:10 - Åskådare: 850 | Hypo Tirol Volleyballteam | 3 - 0 | VV Orion       | 25-22, 25-22, 25-16 |
| 17 oktober 2024 SS Colibași, Brașov Speltid: 1:16 - Åskådare: 1 250   | CSM Corona Brasov         | 0 - 3 | Olympiakos SFP | 20-25, 19-25, 20-25 |

##### Match 2
| 23 oktober 2024 SaZa Topsporthal, Doetinchem Speltid: 1:16 - Åskådare: 1 200 | VV Orion       | 0 - 3 | Hypo Tirol Volleyballteam | 20-25, 21-25, 24-26 |
| 22 oktober 2024 AK Melina Merkourī, Rentis Speltid: 1:38 - Åskådare: 500     | Olympiakos SFP | 3 - 0 | CSM Corona Brasov         | 25-23, 30-28, 25-23 |

### Gruppspel
Lagen lottades in i följande grupper.
| Grupp A                  | Grupp B        | Grupp C                   | Grupp D                     | Grupp E               |
| ------------------------ | -------------- | ------------------------- | --------------------------- | --------------------- |
| Berlin Recycling Volleys | Volley Milano  | Warta Zawiercie           | Sir Safety Perugia          | KS Jastrzębski Węgiel |
| Projekt Warszawa         | TSV Giesen     | Powervolley Milano        | Halkbank SK                 | SVG Lüneburg          |
| VC Maaseik               | Fenerbahçe SK  | Volleyteam Roeselare      | Saint-Nazaire VB Atlantique | Chaumont VB 52        |
| OK ACH Volley            | Olympiakos SFP | Hypo Tirol Volleyballteam | VK České Budějovice         | VK Levski Sofia       |

#### Grupp A

##### Resultat
| 12 november 2024 Max-Schmeling-Halle, Berlin Speltid: 1:54 - Åskådare: 4 836 | Berlin Recycling Volleys | 3 - 1 | OK ACH Volley            | 25-20, 23-25, 26-24, 25-21       |
| 12 november 2024 Arena Ursynów, Warszawa Speltid: 1:16 - Åskådare: 1 600     | Projekt Warszawa         | 3 - 0 | VC Maaseik               | 25-9, 25-17, 25-21               |
| 20 november 2024 Steengoed Arena, Maaseik Speltid: 1:35 - Åskådare: 1 500    | VC Maaseik               | 0 - 3 | Berlin Recycling Volleys | 16-25, 20-25, 30-32              |
| 21 november 2024 Hala Tivoli, Ljubljana Speltid: 1:46 - Åskådare: 3 561      | OK ACH Volley            | 1 - 3 | Projekt Warszawa         | 21-25, 19-25, 26-24, 17-25       |
| 3 december 2024 Hala Torwar, Warszawa Speltid: 1:23 - Åskådare: 3 505        | Projekt Warszawa         | 3 - 0 | Berlin Recycling Volleys | 25-22, 25-21, 25-22              |
| 4 december 2024 Hala Tivoli, Ljubljana Speltid: 2:21 - Åskådare: 3 142       | OK ACH Volley            | 2 - 3 | VC Maaseik               | 21-25, 25-22, 25-19, 25-27, 9-15 |
| 18 december 2024 Max-Schmeling-Halle, Berlin Speltid: 1:58 - Åskådare: 5 116 | Berlin Recycling Volleys | 3 - 1 | VC Maaseik               | 25-12, 21-25, 25-22, 25-19       |
| 17 december 2024 Hala Torwar, Warszawa Speltid: 1:16 - Åskådare: 3 000       | Projekt Warszawa         | 3 - 0 | OK ACH Volley            | 25-23, 25-13, 25-17              |
| 16 januari 2025 Hala Tivoli, Ljubljana Speltid: 1:29 - Åskådare: 2 234       | OK ACH Volley            | 0 - 3 | Berlin Recycling Volleys | 24-26, 18-25, 18-25              |
| 15 januari 2025 Steengoed Arena, Maaseik Speltid: 1:24 - Åskådare: 1 200     | VC Maaseik               | 0 - 3 | Projekt Warszawa         | 19-25, 22-25, 23-25              |
| 29 januari 2025 Max-Schmeling-Halle, Berlin Speltid: 1:53 - Åskådare: 5 236  | Berlin Recycling Volleys | 1 - 3 | Projekt Warszawa         | 25-23, 17-25, 18-25, 21-25       |
| 29 januari 2025 Steengoed Arena, Maaseik Speltid: 1:42 - Åskådare: 1 820     | VC Maaseik               | 0 - 3 | OK ACH Volley            | 17-25, 32-34, 25-27              |

##### Sluttabell
| Pos. | Lag                      | Pt | G | V | P | VS | FS | Kvot  | VP  | FP  | Kvot  |
| ---- | ------------------------ | -- | - | - | - | -- | -- | ----- | --- | --- | ----- |
| 1.   | Projekt Warszawa         | 18 | 6 | 6 | 0 | 18 | 2  | 9,000 | 497 | 393 | 1,265 |
| 2.   | Berlin Recycling Volleys | 12 | 6 | 4 | 2 | 13 | 8  | 1,625 | 499 | 467 | 1,069 |
| 3.   | OK ACH Volley            | 4  | 6 | 1 | 5 | 7  | 15 | 0,467 | 477 | 531 | 0,898 |
| 4.   | VC Maaseik               | 2  | 6 | 1 | 5 | 4  | 17 | 0,235 | 437 | 519 | 0,842 |

      Kvalificerade för kvartsfinal
      Vidare till åttondelsfinal.
      Vidare till kvartsfinal i CEV Cup.

#### Grupp B

##### Resultat
| 14 november 2024 Arena di Monza, Monza Speltid: 2:14 - Åskådare: 1 310            | Volley Milano  | 3 - 2 | Olympiakos SFP | 20-25, 25-20, 26-28, 25-23, 15-8  |
| 13 november 2024 Volksbank-Arena, Hildesheim Speltid: 1:31 - Åskådare: 2 450      | TSV Giesen     | 0 - 3 | Fenerbahçe SK  | 23-25, 23-25, 22-25               |
| 20 november 2024 Burhan Felek Spor Salonu, Istanbul Speltid: 1:20 - Åskådare: 560 | Fenerbahçe SK  | 0 - 3 | Volley Milano  | 23-25, 20-25, 23-25               |
| 20 november 2024 AK Melina Merkourī, Rentis Speltid: 1:55 - Åskådare: 1 120       | Olympiakos SFP | 3 - 1 | TSV Giesen     | 25-21, 24-26, 25-16, 26-24        |
| 3 december 2024 Volksbank-Arena, Hildesheim Speltid: 1:57 - Åskådare: 1 951       | TSV Giesen     | 2 - 3 | Volley Milano  | 16-25, 25-22, 22-25, 25-21, 9-15  |
| 5 december 2024 AK Melina Merkourī, Rentis Speltid: 2:23 - Åskådare: 1 800        | Olympiakos SFP | 2 - 3 | Fenerbahçe SK  | 25-16, 14-25, 19-25, 37-35, 8-15  |
| 17 december 2024 Arena di Monza, Monza Speltid: 2:06 - Åskådare: 1 291            | Volley Milano  | 3 - 1 | Fenerbahçe SK  | 25-23, 25-21, 23-25, 25-20        |
| 18 december 2024 Volksbank-Arena, Hildesheim Speltid: 1:22 - Åskådare: 1 956      | TSV Giesen     | 0 - 3 | Olympiakos SFP | 20-25, 23-25, 19-25               |
| 16 januari 2025 AK Melina Merkourī, Rentis Speltid: 2:06 - Åskådare: 2 010        | Olympiakos SFP | 3 - 1 | Volley Milano  | 26-24, 26-24, 22-25, 25-21        |
| 15 januari 2025 Burhan Felek Spor Salonu, Istanbul Speltid: 2:05 - Åskådare: 318  | Fenerbahçe SK  | 1 - 3 | TSV Giesen     | 30-28, 23-25, 25-27, 21-25        |
| 29 januari 2025 Arena di Monza, Monza Speltid: 1:53 - Åskådare: 400               | Volley Milano  | 3 - 1 | TSV Giesen     | 23-25, 25-22, 25-19, 25-22        |
| 29 januari 2025 Burhan Felek Spor Salonu, Istanbul Speltid: 2:07 - Åskådare:      | Fenerbahçe SK  | 2 - 3 | Olympiakos SFP | 25-27, 25-22, 25-20, 25-27, 15-17 |

##### Sluttabell
| Pos. | Lag            | Pt | G | V | P | VS | FS | Kvot  | VP  | FP  | Kvot  |
| ---- | -------------- | -- | - | - | - | -- | -- | ----- | --- | --- | ----- |
| 1.   | Volley Milano  | 13 | 6 | 5 | 1 | 16 | 9  | 1,778 | 584 | 543 | 1,076 |
| 2.   | Olympiakos SFP | 13 | 6 | 4 | 2 | 16 | 10 | 1,600 | 594 | 585 | 1,015 |
| 3.   | Fenerbahçe SK  | 6  | 6 | 2 | 4 | 10 | 14 | 0,714 | 560 | 562 | 0,996 |
| 4.   | TSV Giesen     | 4  | 6 | 1 | 5 | 7  | 16 | 0,438 | 507 | 555 | 0,914 |

      Kvalificerade för kvartsfinal
      Vidare till åttondelsfinal.
      Vidare till kvartsfinal i CEV Cup.

#### Grupp C

##### Resultat
| 13 november 2024 Arena Sosnowiec, Sosnowiec Speltid: 1:10 - Åskådare: 2 640        | Warta Zawiercie           | 3 - 0 | Hypo Tirol Volleyballteam | 25-21, 25-19, 25-16               |
| 13 november 2024 Palalido, Milano Speltid: 2:24 - Åskådare: 1 024                  | Powervolley Milano        | 3 - 2 | Volleyteam Roeselare      | 21-25, 21-25, 25-23, 25-22, 16-14 |
| 21 november 2024 Tomabelhal, Roeselare Speltid: 1:34 - Åskådare: 1 975             | Volleyteam Roeselare      | 0 - 3 | Warta Zawiercie           | 17-25, 23-25, 23-25               |
| 20 november 2024 Universitätssporthalle, Innsbruck Speltid: 1:38 - Åskådare: 1 100 | Hypo Tirol Volleyballteam | 1 - 3 | Powervolley Milano        | 18-25, 23-25, 25-21, 20-25        |
| 3 december 2024 PalaPiantanida, Busto Arsizio Speltid: 2:08 - Åskådare: 1 191      | Powervolley Milano        | 2 - 3 | Warta Zawiercie           | 25-17, 20-25, 24-26, 25-19, 12-15 |
| 4 december 2024 Universitätssporthalle, Innsbruck Speltid: 2:07 - Åskådare: 800    | Hypo Tirol Volleyballteam | 2 - 3 | Volleyteam Roeselare      | 25-21, 25-23, 27-29, 16-25, 10-15 |
| 18 december 2024 Arena Sosnowiec, Sosnowiec Speltid: 1:13 - Åskådare: 2 950        | Warta Zawiercie           | 3 - 0 | Volleyteam Roeselare      | 25-20, 25-19, 25-18               |
| 18 december 2024 Palalido, Milano Speltid: 1:27 - Åskådare: 1 221                  | Powervolley Milano        | 3 - 0 | Hypo Tirol Volleyballteam | 25-19, 32-30, 26-24               |
| 14 januari 2025 Olympiahalle, Innsbruck Speltid: 1:23 - Åskådare: 1 017            | Hypo Tirol Volleyballteam | 0 - 3 | Warta Zawiercie           | 30-32, 13-25, 14-25               |
| 16 januari 2025 Tomabelhal, Roeselare Speltid: 1:12 - Åskådare: 2 000              | Volleyteam Roeselare      | 0 - 3 | Powervolley Milano        | 17-25, 18-25, 20-25               |
| 29 januari 2025 Arena Sosnowiec, Sosnowiec Speltid: 1:20 - Åskådare: 3 052         | Warta Zawiercie           | 3 - 0 | Powervolley Milano        | 25-22, 25-21, 25-19               |
| 29 januari 2025 Tomabelhal, Roeselare Speltid: 1:17 - Åskådare: 1 780              | Volleyteam Roeselare      | 3 - 0 | Hypo Tirol Volleyballteam | 25-20, 27-25, 25-15               |

##### Sluttabell
| Pos. | Lag                       | Pt | G | V | P | VS | FS | Kvot  | VP  | FP  | Kvot  |
| ---- | ------------------------- | -- | - | - | - | -- | -- | ----- | --- | --- | ----- |
| 1.   | Warta Zawiercie           | 17 | 6 | 6 | 0 | 18 | 2  | 9,000 | 484 | 401 | 1,207 |
| 2.   | Powervolley Milano        | 12 | 6 | 4 | 2 | 14 | 9  | 1,556 | 530 | 500 | 1,060 |
| 3.   | Volleyteam Roeselare      | 6  | 6 | 2 | 4 | 8  | 14 | 0,571 | 474 | 496 | 0,956 |
| 4.   | Hypo Tirol Volleyballteam | 1  | 6 | 0 | 6 | 3  | 18 | 0,167 | 435 | 526 | 0,827 |

      Kvalificerade för kvartsfinal
      Vidare till åttondelsfinal.
      Vidare till kvartsfinal i CEV Cup.

#### Grupp D

##### Resultat
| 13 november 2024 PalaEvangelisti, Perugia Speltid: 1:21 - Åskådare: 3 000         | Sir Safety Perugia          | 3 - 0 | VK České Budějovice         | 25-16, 25-23, 25-22               |
| 13 november 2024 Başkent Voleybol Salonu, Ankara Speltid: 2:41 - Åskådare: 2 100  | Halkbank SK                 | 2 - 3 | Saint-Nazaire VB Atlantique | 22-25, 30-28, 25-18, 20-25, 24-26 |
| 19 november 2024 Salle La Soucoupe, Saint-Nazaire Speltid: 1:20 - Åskådare: 2 006 | Saint-Nazaire VB Atlantique | 0 - 3 | Sir Safety Perugia          | 17-25, 20-25, 13-25               |
| 20 november 2024 Sportovní Hala, České Budějovice Speltid: 1:51 - Åskådare: 2 068 | VK České Budějovice         | 1 - 3 | Halkbank SK                 | 18-25, 25-22, 22-25, 15-25        |
| 4 december 2024 Başkent Voleybol Salonu, Ankara Speltid: 1:26 - Åskådare: 5 000   | Halkbank SK                 | 0 - 3 | Sir Safety Perugia          | 20-25, 27-29, 23-25               |
| 4 december 2024 Sportovní Hala, České Budějovice Speltid: 1:57 - Åskådare: 1 352  | VK České Budějovice         | 1 - 3 | Saint-Nazaire VB Atlantique | 23-25, 21-25, 25-18, 17-25        |
| 19 december 2024 PalaEvangelisti, Perugia Speltid: 1:32 - Åskådare: 2 966         | Sir Safety Perugia          | 3 - 0 | Saint-Nazaire VB Atlantique | 25-21, 25-23, 25-23               |
| 18 december 2024 Başkent Voleybol Salonu, Ankara Speltid: 1:17 - Åskådare: 1 240  | Halkbank SK                 | 3 - 0 | VK České Budějovice         | 25-21, 25-23, 25-18               |
| 16 januari 2025 Sportovní Hala, České Budějovice Speltid: 1:34 - Åskådare: 2 500  | VK České Budějovice         | 0 - 3 | Sir Safety Perugia          | 25-27, 22-25, 16-25               |
| 15 januari 2025 Salle La Soucoupe, Saint-Nazaire Speltid: 2:07 - Åskådare: 1 900  | Saint-Nazaire VB Atlantique | 2 - 3 | Halkbank SK                 | 20-25, 25-18, 25-20, 23-25, 11-15 |
| 29 januari 2025 PalaEvangelisti, Perugia Speltid: 2:07 - Åskådare: 3 107          | Sir Safety Perugia          | 2 - 3 | Halkbank SK                 | 26-28, 25-14, 25-15, 18-25, 12-15 |
| 29 januari 2025 Salle La Soucoupe, Saint-Nazaire Speltid: 1:27 - Åskådare: 1 725  | Saint-Nazaire VB Atlantique | 3 - 0 | VK České Budějovice         | 25-19, 25-18, 25-18               |

##### Sluttabell
| Pos. | Lag                         | Pt | G | V | P | VS | FS | Kvot  | VP  | FP  | Kvot  |
| ---- | --------------------------- | -- | - | - | - | -- | -- | ----- | --- | --- | ----- |
| 1.   | Sir Safety Perugia          | 16 | 6 | 5 | 1 | 17 | 3  | 5,667 | 487 | 408 | 1,194 |
| 2.   | Halkbank SK                 | 11 | 6 | 4 | 2 | 14 | 11 | 1,273 | 563 | 553 | 1,018 |
| 3.   | Saint-Nazaire VB Atlantique | 9  | 6 | 3 | 3 | 11 | 12 | 0,917 | 511 | 515 | 0,992 |
| 4.   | VK České Budějovice         | 0  | 6 | 0 | 6 | 2  | 18 | 0,111 | 407 | 492 | 0,827 |

      Kvalificerade för kvartsfinal
      Vidare till åttondelsfinal.

#### Grupp E

##### Resultat
| 13 november 2024 Hala Sportowa, Jastrzębie-Zdrój Speltid: 1:05 - Åskådare: 2 718  | KS Jastrzębski Węgiel | 3 - 0 | VK Levski Sofia       | 25-17, 25-18, 25-17               |
| 13 november 2024 LKH Arena, Lüneburg Speltid: 2:02 - Åskådare: 2 476              | SVG Lüneburg          | 3 - 2 | Chaumont VB 52        | 17-25, 23-25, 26-24, 25-19, 15-13 |
| 20 november 2024 Palestra Chaumont, Chaumont Speltid: 1:13 - Åskådare: 1 871      | Chaumont VB 52        | 0 - 3 | KS Jastrzębski Węgiel | 23-25, 18-25, 20-25               |
| 20 november 2024 Sportna zala Levski Sofia, Sofia Speltid: 1:50 - Åskådare: 1 700 | VK Levski Sofia       | 1 - 3 | SVG Lüneburg          | 28-26, 15-25, 24-26, 21-25        |
| 4 december 2024 LKH Arena, Lüneburg Speltid: 1:48 - Åskådare: 2 645               | SVG Lüneburg          | 1 - 3 | KS Jastrzębski Węgiel | 26-24, 19-25, 19-25, 23-25        |
| 4 december 2024 Sportna zala Levski Sofia, Sofia Speltid: 2:03 - Åskådare: 1 250  | VK Levski Sofia       | 3 - 2 | Chaumont VB 52        | 22-25, 21-25, 26-24, 25-19, 15-12 |
| 18 december 2024 Hala Sportowa, Jastrzębie-Zdrój Speltid: 1:54 - Åskådare: 2 612  | KS Jastrzębski Węgiel | 3 - 1 | Chaumont VB 52        | 25-20, 24-26, 25-23, 32-30        |
| 18 december 2024 LKH Arena, Lüneburg Speltid: 1:20 - Åskådare: 2 848              | SVG Lüneburg          | 3 - 0 | VK Levski Sofia       | 25-22, 28-26, 25-22               |
| 16 januari 2025 Sportna zala Levski Sofia, Sofia Speltid: 1:56 - Åskådare: 1 700  | VK Levski Sofia       | 2 - 3 | KS Jastrzębski Węgiel | 21-25, 25-23, 22-25, 28-26, 12-15 |
| 16 januari 2025 Palestra Chaumont, Chaumont Speltid: 1:21 - Åskådare: 1 357       | Chaumont VB 52        | 3 - 0 | SVG Lüneburg          | 25-21, 25-17, 25-22               |
| 29 januari 2025 Hala Sportowa, Jastrzębie-Zdrój Speltid: 1:10 - Åskådare: 2 303   | KS Jastrzębski Węgiel | 3 - 0 | SVG Lüneburg          | 25-16, 25-20, 25-21               |
| 29 januari 2025 Palestra Chaumont, Chaumont Speltid: 1:15 - Åskådare: 1 157       | Chaumont VB 52        | 3 - 0 | VK Levski Sofia       | 27-25, 25-17, 26-24               |

##### Sluttabell
| Pos. | Lag                   | Pt | G | V | P | VS | FS | Kvot  | VP  | FP  | Kvot  |
| ---- | --------------------- | -- | - | - | - | -- | -- | ----- | --- | --- | ----- |
| 1.   | KS Jastrzębski Węgiel | 17 | 6 | 6 | 0 | 18 | 4  | 4,500 | 544 | 464 | 1,172 |
| 2.   | SVG Lüneburg          | 8  | 6 | 3 | 3 | 10 | 12 | 0,833 | 490 | 513 | 0,955 |
| 3.   | Chaumont VB 52        | 8  | 6 | 2 | 4 | 11 | 12 | 0,917 | 524 | 522 | 1,004 |
| 4.   | VK Levski Sofia       | 3  | 6 | 1 | 5 | 6  | 17 | 0,353 | 493 | 552 | 0,893 |

      Kvalificerade för kvartsfinal
      Vidare till åttondelsfinal.
      Vidare till kvartsfinal i CEV Cup.

#### Sluttabell generale
| Pos. | Lag                         | Pt | G | V | P | VS | FS | Kvot  | VP  | FP  | Kvot  |
| ---- | --------------------------- | -- | - | - | - | -- | -- | ----- | --- | --- | ----- |
| 1A.  | Projekt Warszawa            | 18 | 6 | 6 | 0 | 18 | 2  | 9,000 | 497 | 393 | 1,265 |
| 1C.  | Warta Zawiercie             | 17 | 6 | 6 | 0 | 18 | 2  | 9,000 | 484 | 401 | 1,207 |
| 1E.  | KS Jastrzębski Węgiel       | 17 | 6 | 6 | 0 | 18 | 4  | 4,500 | 544 | 464 | 1,172 |
| 1D.  | Sir Safety Perugia          | 16 | 6 | 5 | 1 | 17 | 3  | 5,667 | 487 | 408 | 1,194 |
| 1B.  | Volley Milano               | 13 | 6 | 5 | 1 | 16 | 9  | 1,778 | 584 | 543 | 1,076 |
|      |                             |    |   |   |   |    |    |       |     |     |       |
| 2B.  | Olympiakos SFP              | 13 | 6 | 4 | 2 | 16 | 10 | 1,600 | 594 | 585 | 1,015 |
| 2A.  | Berlin Recycling Volleys    | 12 | 6 | 4 | 2 | 13 | 8  | 1,625 | 499 | 467 | 1,069 |
| 2C.  | Powervolley Milano          | 12 | 6 | 4 | 2 | 14 | 9  | 1,556 | 530 | 500 | 1,060 |
| 2D.  | Halkbank SK                 | 11 | 6 | 4 | 2 | 14 | 11 | 1,273 | 563 | 553 | 1,018 |
| 2E.  | SVG Lüneburg                | 8  | 6 | 3 | 3 | 10 | 12 | 0,833 | 490 | 513 | 0,955 |
|      |                             |    |   |   |   |    |    |       |     |     |       |
| 3D.  | Saint-Nazaire VB Atlantique | 9  | 6 | 3 | 3 | 11 | 12 | 0,917 | 511 | 515 | 0,992 |
| 3E.  | Chaumont VB 52              | 8  | 6 | 2 | 4 | 11 | 12 | 0,917 | 524 | 522 | 1,004 |
| 3B.  | Fenerbahçe SK               | 6  | 6 | 2 | 4 | 10 | 14 | 0,714 | 560 | 562 | 0,996 |
| 3C.  | Volleyteam Roeselare        | 6  | 6 | 2 | 4 | 8  | 14 | 0,571 | 474 | 496 | 0,956 |
| 3A.  | OK ACH Volley               | 4  | 6 | 1 | 5 | 7  | 15 | 0,467 | 477 | 531 | 0,898 |
|      |                             |    |   |   |   |    |    |       |     |     |       |
| 4B.  | TSV Giesen                  | 4  | 6 | 1 | 5 | 7  | 16 | 0,438 | 507 | 555 | 0,914 |
| 4E.  | VK Levski Sofia             | 3  | 6 | 1 | 5 | 6  | 17 | 0,353 | 493 | 552 | 0,893 |
| 4A.  | VC Maaseik                  | 2  | 6 | 1 | 5 | 4  | 17 | 0,235 | 437 | 519 | 0,842 |
| 4C.  | Hypo Tirol Volleyballteam   | 1  | 6 | 0 | 6 | 3  | 18 | 0,167 | 435 | 526 | 0,827 |
| 4D.  | VK České Budějovice         | 0  | 6 | 0 | 6 | 2  | 18 | 0,111 | 407 | 492 | 0,827 |

      Kvalificerade för kvartsfinal
      Vidare till åttondelsfinal.
      Vidare till kvartsfinal i CEV Cup.

### Fase a eliminazione diretta

#### Spelschema
|  | Play-off | Play-off                    | Play-off | Play-off |  |  | Kvartsfinaler | Kvartsfinaler         | Kvartsfinaler | Kvartsfinaler   |   |  | Semifinaler | Semifinaler           | Semifinaler |                    |   | Final               | Final                 | Final               |  |
|  |          |                             |          |          |  |  |               |                       |               |                 |   |  |             |                       |             |                    |   |                     |                       |                     |  |
|  | 3D       | Saint-Nazaire VB Atlantique | 1        | 1        |  |  |               |                       |               |                 |   |  |             |                       |             |                    |   |                     |                       |                     |  |
|  | 2B       | Olympiakos SFP              | 3        | 3        |  |  | 2B            | Olympiakos SFP        | 3             | 0               |   |  |             |                       |             |                    |   |                     |                       |                     |  |
|  |          |                             |          |          |  |  | 1B            | KS Jastrzębski Węgiel | 2             | 3               |   |  |             |                       |             |                    |   |                     |                       |                     |  |
|  |          |                             |          |          |  |  |               |                       |               |                 |   |  | 1B          | KS Jastrzębski Węgiel | 2           |                    |   |                     |                       |                     |  |
|  | 2E       | SVG Lüneburg                | 3        | 215      |  |  |               |                       | 1A            | Warta Zawiercie | 3 |  |             |                       |             |                    |   |                     |                       |                     |  |
|  | 2A       | Berlin Recycling Volleys    | 2        | 313      |  |  | 2E            | SVG Lüneburg          | 0             | 1               |   |  |             |                       |             |                    |   |                     |                       |                     |  |
|  |          |                             |          |          |  |  | 1A            | Warta Zawiercie       | 3             | 3               |   |  |             |                       |             |                    |   |                     |                       |                     |  |
|  |          |                             |          |          |  |  |               |                       |               |                 |   |  | 1A          | Warta Zawiercie       | 2           |                    |   |                     |                       |                     |  |
|  |          |                             |          |          |  |  |               |                       |               |                 |   |  |             |                       | 1D          | Sir Safety Perugia | 3 |                     |                       |                     |  |
|  |          |                             |          |          |  |  | 1C            | Volley Milano         | 1             | 1               |   |  |             |                       |             |                    |   |                     |                       |                     |  |
|  |          |                             |          |          |  |  | 1D            | Sir Safety Perugia    | 3             | 3               |   |  |             |                       |             |                    |   |                     |                       |                     |  |
|  |          |                             |          |          |  |  |               |                       |               |                 |   |  | 1D          | Sir Safety Perugia    | 3           |                    |   | Match om tredjepris | Match om tredjepris   | Match om tredjepris |  |
|  | 2B       | Halkbank SK                 | 3        | 115      |  |  |               |                       | 2B            | Halkbank SK     | 0 |  |             |                       |             |                    |   |                     |                       |                     |  |
|  | 2E       | Powervolley Milano          | 1        | 313      |  |  | 2B            | Halkbank SK           | 3             | 015             |   |  |             |                       |             |                    |   | 1B                  | KS Jastrzębski Węgiel | 3                   |  |
|  |          |                             |          |          |  |  | 1E            | Projekt Warszawa      | 1             | 312             |   |  | 2B          | Halkbank SK           | 1           |                    |   |                     |                       |                     |  |

#### Resultat

##### Play-off

###### Match 1
| 12 februari 2025 Salle La Soucoupe, Saint-Nazaire Speltid: 1:58 - Åskådare: 1 796 | Saint-Nazaire VB Atlantique | 1 - 3 | Olympiakos SFP           | 25-20, 20-25, 21-25, 23-25        |
| 12 februari 2025 LKH Arena, Lüneburg Speltid: 2:26 - Åskådare: 3 018              | SVG Lüneburg                | 3 - 2 | Berlin Recycling Volleys | 25-19, 23-25, 25-23, 24-26, 27-25 |
| 12 februari 2025 Başkent Voleybol Salonu, Ankara Speltid: 2:07 - Åskådare: 2 350  | Halkbank SK                 | 3 - 1 | Powervolley Milano       | 25-27, 25-16, 25-21, 33-31        |

###### Match 2
| 27 februari 2025 AK Melina Merkourī, Rentis Speltid: 1:51 - Åskådare: 1 980    | Olympiakos SFP           | 3 - 1 | Saint-Nazaire VB Atlantique | 25-19, 18-25, 25-23, 25-21                          |
| 26 februari 2025 Max-Schmeling-Halle, Berlin Speltid: 2:38 - Åskådare: 5 211   | Berlin Recycling Volleys | 3 - 2 | SVG Lüneburg                | 25-13, 23-25, 23-25, 27-25, 17-15 Golden set: 13-15 |
| 25 februari 2025 PalaPiantanida, Busto Arsizio Speltid: 2:22 - Åskådare: 1 311 | Powervolley Milano       | 3 - 1 | Halkbank SK                 | 25-16, 26-24, 23-25, 28-26 Golden set: 13-15        |

##### Kvartsfinaler

###### Match 1
| 12 mars 2025 AK Melina Merkourī, Rentis Speltid: 2:02 - Åskådare: 2 100      | Olympiakos SFP | 3 - 2 | KS Jastrzębski Węgiel | 20-25, 21-25, 25-14, 25-20, 15-12 |
| 11 mars 2025 LKH Arena, Lüneburg Speltid: 1:11 - Åskådare: 3 200             | SVG Lüneburg   | 0 - 3 | Warta Zawiercie       | 15-25, 21-25, 14-25               |
| 11 mars 2025 Arena di Monza, Monza Speltid: 1:59 - Åskådare: 3 124           | Volley Milano  | 1 - 3 | Sir Safety Perugia    | 25-19, 16-25, 17-25, 25-27        |
| 12 mars 2025 Başkent Voleybol Salonu, Ankara Speltid: 1:34 - Åskådare: 1 070 | Halkbank SK    | 3 - 1 | Projekt Warszawa      | 25-20, 22-25, 25-15, 25-18        |

###### Match 2
| 19 mars 2025 Hala Sportowa, Jastrzębie-Zdrój Speltid: 1:09 - Åskådare: 3 112 | KS Jastrzębski Węgiel | 3 - 0 | Olympiakos SFP | 25-21, 25-21, 25-19                   |
| 18 mars 2025 Arena Sosnowiec, Sosnowiec Speltid: 1:42 - Åskådare: 3 300      | Warta Zawiercie       | 3 - 1 | SVG Lüneburg   | 25-19, 25-19, 23-25, 25-20            |
| 20 mars 2025 PalaEvangelisti, Perugia Speltid: 1:55 - Åskådare: 3 465        | Sir Safety Perugia    | 3 - 1 | Volley Milano  | 25-18, 23-25, 25-14, 31-29            |
| 19 mars 2025 Hala Torwar, Warszawa Speltid: 1:38 - Åskådare: 4 416           | Projekt Warszawa      | 3 - 0 | Halkbank SK    | 25-20, 25-19, 25-20 Golden set: 12-15 |

##### Semifinaler
| 17 maj 2025 Atlas Arena, Łódź Speltid: 2:24 - Åskådare: 8 284 | KS Jastrzębski Węgiel | 2 - 3 | Warta Zawiercie | 25-19, 25-18, 20-25, 19-25, 20-22 |
| 16 maj 2025 Atlas Arena, Łódź Speltid: 1:37 - Åskådare: 4 884 | Sir Safety Perugia    | 3 - 0 | Halkbank SK     | 25-23, 25-23, 25-22               |

##### Match om tredjepris
| 18 maj 2025 Atlas Arena, Łódź Speltid: 1:53 - Åskådare: 8 448 | KS Jastrzębski Węgiel | 3 - 1 | Halkbank SK | 25-22, 26-24, 20-25, 25-18 |

##### Final
| 18 maj 2025 Atlas Arena, Łódź Speltid: 2:44 - Åskådare: 10 810 | Warta Zawiercie | 2 - 3 | Sir Safety Perugia | 22-25, 22-25, 25-20, 25-22, 10-15 |

## Individuella utmärkelser
| Utmärkelse              | Namn             | Lag                   |
| ----------------------- | ---------------- | --------------------- |
| Mest värdefulla spelare | Simone Giannelli | Sir Safety Perugia    |
| Bästa passare           | Simone Giannelli | Sir Safety Perugia    |
| Bästa högerspiker       | Wassim Ben Tara  | Sir Safety Perugia    |
| Bästa vänsterspiker     | Tomasz Fornal    | KS Jastrzębski Węgiel |
| Bästa vänsterspiker     | Oleh Plotnyc'kyj | Sir Safety Perugia    |
| Bästa center            | Anton Brehme     | KS Jastrzębski Węgiel |
| Bästa center            | Mateusz Bieniek  | Warta Zawiercie       |
| Bästa libero            | Luke Perry       | Warta Zawiercie       |

## Statistik
| Vunna poäng | Vunna poäng             | Vunna poäng | Vunna poäng               |
| Pos.        | Namn                    | Poäng       | Lag                       |
| ----------- | ----------------------- | ----------- | ------------------------- |
| 1           | Aleksandar Atanasijević | 252         | Olympiakos SFP            |
| 2           | Marek Šotola            | 234         | Halkbank SK               |
| 3           | John Perrin             | 213         | Olympiakos SFP            |
| 4           | Jake Hanes              | 201         | Berlin Recycling Volleys  |
| 5           | Dick Kooy               | 164         | Halkbank SK               |
| 6           | Xander Ketrzynski       | 163         | SVG Lüneburg              |
| 7           | Alen Pajenk             | 162         | Olympiakos SFP            |
| 8           | Tomasz Fornal           | 159         | KS Jastrzębski Węgiel     |
| 9           | Ferre Reggers           | 150         | Powervolley Milano        |
| 10          | Kyle Hobus              | 139         | Hypo Tirol Volleyballteam |
| 10          | Yūki Ishikawa           | 139         | Sir Safety Perugia        |

| Vunna attacker | Vunna attacker          | Vunna attacker | Vunna attacker            |
| Pos.           | Namn                    | Poäng          | Lag                       |
| -------------- | ----------------------- | -------------- | ------------------------- |
| 1              | Aleksandar Atanasijević | 208            | Olympiakos SFP            |
| 2              | Marek Šotola            | 207            | Halkbank SK               |
| 3              | John Perrin             | 186            | Olympiakos SFP            |
| 4              | Jake Hanes              | 177            | Berlin Recycling Volleys  |
| 5              | Xander Ketrzynski       | 144            | SVG Lüneburg              |
| 6              | Dick Kooy               | 136            | Halkbank SK               |
| 7              | Tomasz Fornal           | 133            | KS Jastrzębski Węgiel     |
| 8              | Yūki Ishikawa           | 129            | Sir Safety Perugia        |
| 9              | Ferre Reggers           | 127            | Powervolley Milano        |
| 10             | Niklas Kronthaler       | 123            | Hypo Tirol Volleyballteam |

| Vunna block | Vunna block    | Vunna block | Vunna block               |
| Pos.        | Namn           | Poäng       | Lag                       |
| ----------- | -------------- | ----------- | ------------------------- |
| 1           | Pedro Frances  | 30          | Hypo Tirol Volleyballteam |
| 1           | Alen Pajenk    | 30          | Olympiakos SFP            |
| 3           | Mitar Đurić    | 29          | Olympiakos SFP            |
| 4           | Simon Torwie   | 28          | SVG Lüneburg              |
| 5           | Norbert Huber  | 27          | KS Jastrzębski Węgiel     |
| 6           | Agustín Loser  | 26          | Sir Safety Perugia        |
| 7           | Taylor Averill | 20          | Volley Milano             |
| 7           | Anton Brehme   | 20          | KS Jastrzębski Węgiel     |
| 7           | Micah Maʻa     | 20          | Halkbank SK               |
| 10          | Sebastián Solé | 18          | Sir Safety Perugia        |

| Serveess | Serveess                | Serveess | Serveess                 |
| Pos.     | Namn                    | Poäng    | Lag                      |
| -------- | ----------------------- | -------- | ------------------------ |
| 1        | Aleksandar Atanasijević | 33       | Olympiakos SFP           |
| 2        | Dick Kooy               | 19       | Halkbank SK              |
| 3        | Alen Pajenk             | 18       | Olympiakos SFP           |
| 4        | Venislav Antov          | 17       | VK Levski Sofia          |
| 4        | Jurij Hladyr            | 17       | Warta Zawiercie          |
| 6        | Basil Dermaux           | 16       | Volleyteam Roeselare     |
| 6        | Yoandy Leal             | 16       | Halkbank SK              |
| 6        | Micah Maʻa              | 16       | Halkbank SK              |
| 9        | Karol Butryn            | 15       | Warta Zawiercie          |
| 9        | Jake Hanes              | 15       | Berlin Recycling Volleys |